# Moutrot
Moutrot ist eine französische Gemeinde mit 320 Einwohnern (Stand: 1. Januar 2022) im Département Meurthe-et-Moselle in der Region Grand Est (bis 2015 Lothringen). Sie gehört zum Arrondissement Toul sowie zum Kanton Meine au Saintois.

## Geographie
Moutrot liegt etwa 22 Kilometer westsüdwestlich von Nancy und etwa neun Kilometer südlich von Toul. Nachbargemeinden von Moutrot sind Gye im Nordwesten und Norden, Bicqueley im Norden und Osten, Ochey im Osten und Südosten, Crézilles im Süden sowie Blénod-lès-Toul im Westen.

## Bevölkerungsentwicklung
| Jahr                       | 1962 | 1968 | 1975 | 1982 | 1990 | 1999 | 2006 | 2019 |
| Einwohner                  | 124  | 131  | 125  | 146  | 167  | 246  | 290  | 312  |
| Quellen: Cassini und INSEE |      |      |      |      |      |      |      |      |

## Sehenswürdigkeiten
- Kirche Saint-Elophe aus dem 18. Jahrhundert

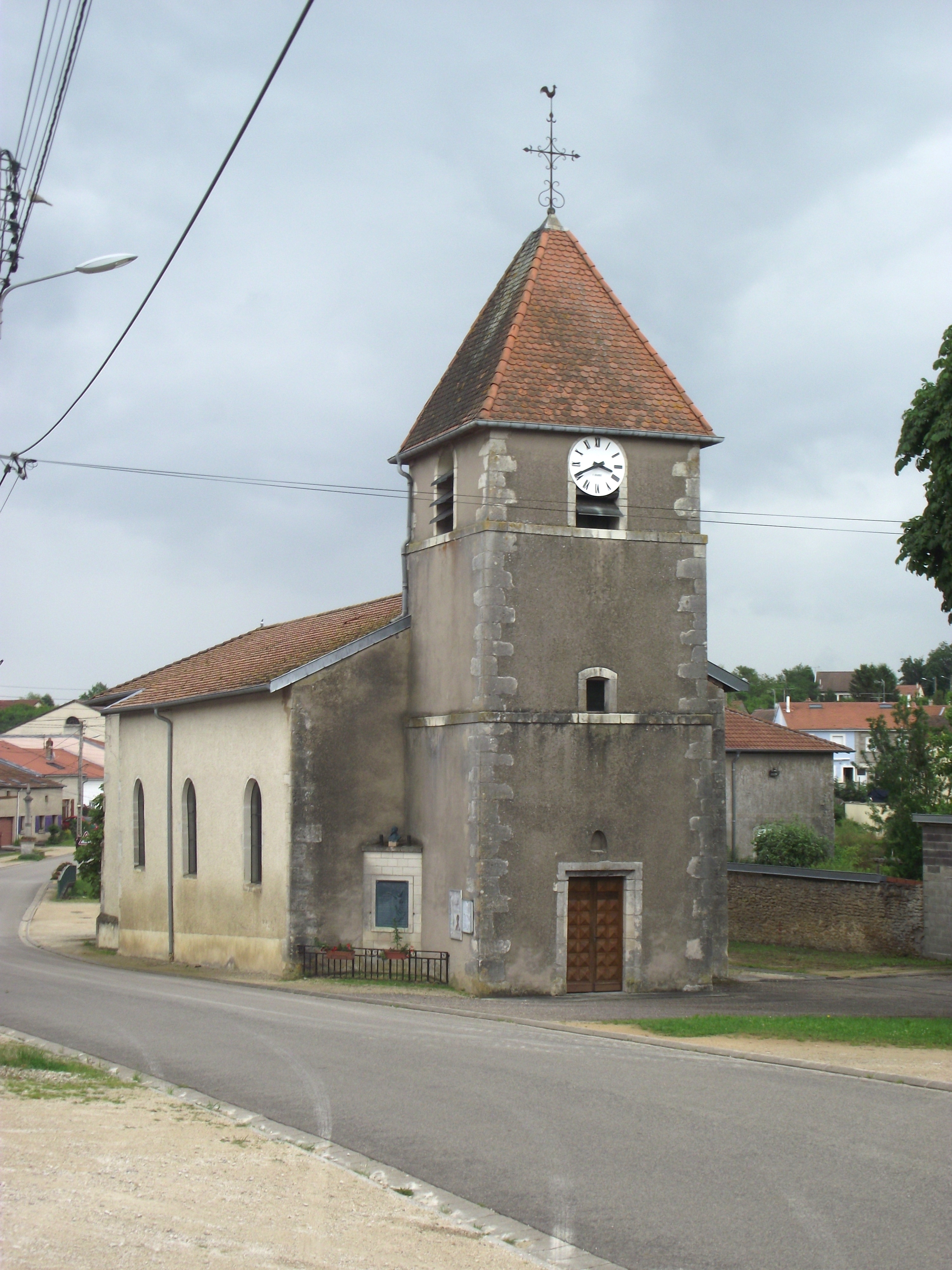
Kirche Saint-Elophe

- Kapelle Saint-Elophe